# Schule an der Vegesacker Straße
Das Gebäude der Schule an der Vegesacker Straße  in Bremen, Stadtteil Walle, Ortsteil Westend, Vegesacker Straße 84, entstand 1911 nach Plänen von Baudirektor Wilhelm Knop und Baumeister Karl August Oehring. Hier ist heute der Sitz Regionales Beratungs- und Unterstützungszentrum West (ReBUZ West).

Dieses Gebäude steht seit 1984 unter Bremer Denkmalschutz.
Die Schule wurde nach der Straße benannt und diese nach dem Stadtteil Vegesack zu der die Straße führte.

## Geschichte
Dieses dreigeschossige Gebäude wurde im Stil der Reformarchitektur von der Hochbauinspektion Bremen (später Hochbauamt Bremen) geplant und ausgeführt. Es hat ein Satteldach mit Seitengiebel und eine rote Klinkerfassade.
Die Hilfsschule hatte 10 Klassenräume; 1911 gab es zunächst vier Klassen, die von der Schule Waller Chaussee 29 kamen. Nach 1918 gab es eine Filiale in Gröpelingen. Nach 1945 hatte sie die Bezeichnung Schule für Lernbehinderte und später Förderzentrum. Nach 1945 bis zur Gründung der Pädagogischen Hochschule Bremen fanden hier auch Kurse für die Lehrerausbildung statt.
Durch hinter dem Schulgebäude nach Entwürfen von Andreas Schneider (Bremen) errichtete Erweiterungsbauten wurde die Schule ausgebaut, von 2012 bis 2016 wurde das Förderzentrum in diese Bauten verlagert. Im sanierten Altbau befindet sich seit 2012 das Regionale Beratungs- und Unterstützungszentrum West (ReBUZ West) mit zwölf Mitarbeitern.
Der Landesverband Bremen des Verbands Sonderpädagogik hat seinen Sitz in der Schule.